# Burgtheater

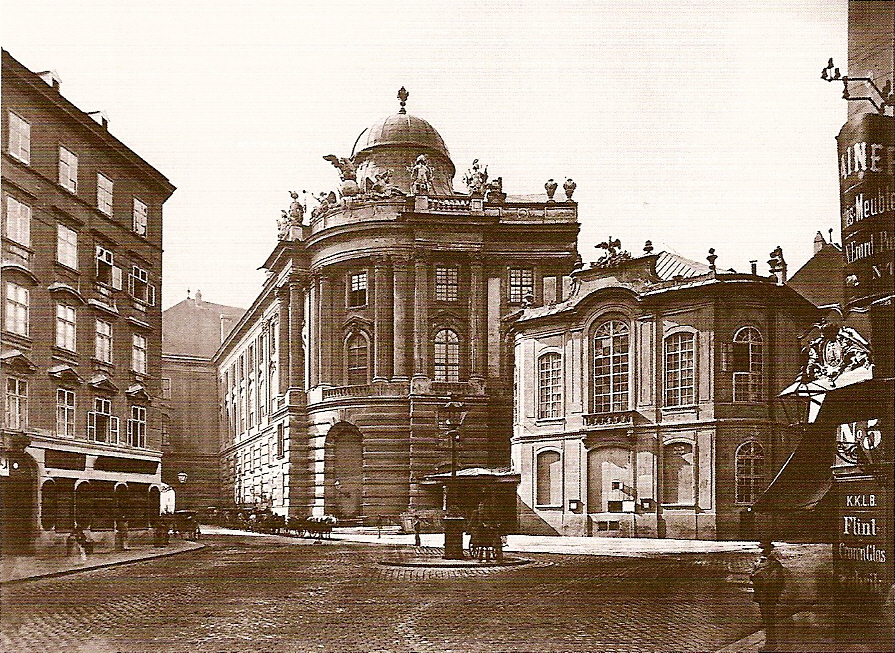
Stary Hofburgtheater (przed 1888)

Burgtheater (tłum. Teatr Zamkowy; początkowo k.k. Theater nächst der Burg, później do 1920 k.u.k. Hofburgtheater) – budynek teatru w Wiedniu usytuowany przy Ringu. Został oficjalnie otwarty 14 marca 1741 roku. 
Pierwotny gmach, wzniesiony za panowania Marii Teresy, zastąpiono pod koniec XIX wieku istniejącym do dziś budynkiem, w stylu włoskiego renesansu według projektu Karla von Hasenauera i Gottfrieda Sempera.
W 1897 roku został zamknięty w celu przebudowy po tym, jak okazało się, że z części miejsc na widowni nie widać sceny. Czterdzieści osiem lat potem budynek uległ zniszczeniu podczas bombardowania, które nie tknęło jedynie skrzydeł bocznych z wielkimi klatkami schodowymi.
Odbudowa teatru sprawiła, że dziś trudno jest odróżnić części zrekonstruowane od oryginalnych. Freski na sklepieniach, w tym tzw. „Wóz Tespisa” przedstawiający pierwszego tragika greckiego, wykonali bracia Klimtowie, Gustav i Ernst oraz Franz Matsch.